# 任振鹤
任振鹤（1964年2月—），男，土家族，湖北鹤峰人，中华人民共和国政治人物。恩施地区财经学校、华中工学院技术经济专业毕业，中央党校思想政治教育专业在职研究生学历。现任中共甘肃省委副书记，省政府省长、党组书记。中共第二十届中央委员。

## 生平
1980年9月，在恩施地区财经学校学习。1982年9月参加工作，任鹤峰县纺织品公司统计员。1984年3月，任鹤峰县民族贸易局副股长。1984年12月加入中国共产党。1986年9月，在华中工学院技术经济专业学习。1988年7月，任鹤峰县民族贸易局办公室主任。1988年10月，任鹤峰县五里区副区长。1990年1月，任中共鹤峰县城郊区委副书记、区长。1992年1月，任中共鹤峰县城郊区委书记、区长。1994年3月，任中共鹤峰县委常委、副县长。1996年3月，任中共鹤峰县委副书记。1996年11月，任中共利川市委副书记、代理市长、市长。1998年12月，任中共利川市委书记。2001年6月，任恩施州副州长、中共利川市委书记。2003年6月，任中共恩施州委副书记。2006年8月，任中共黄冈市委副书记。
2008年3月，任中共咸宁市委副书记。2008年4月，任中共咸宁市委副书记、代理市长。同年6月，当选咸宁市长。2012年8月，任中共咸宁市委书记，市人大常委会主任。
2015年5月28日，任湖北省人民政府副省长。2016年12月，任中共湖北省委常委、襄阳市委书记。2017年1月，辞去湖北省人民政府副省长职务。
2017年2月，任中共浙江省委常委、组织部部长。2018年2月24日，当选为第十三届全国人大代表。2018年5月，任中共浙江省委常委、纪委书记、浙江省监察委员会副主任、代理主任。2019年1月，当选浙江省监察委员会主任。2019年7月，任中共江苏省委副书记。
2020年12月，任振鹤任中共甘肃省委副书记，代省长。2021年1月，当选甘肃省人民政府省长。